# STS-93
是历史上第九十四次航天飞机任务，也是哥倫比亞號太空梭的第二十三次太空飞行。

## 任务成员
- 艾琳·科林斯（Eileen Collins，曾执行、以及任务），指令长
- 杰弗里·阿什比（Jeffrey Ashby，曾执行、以及任务），飞行员
- 斯蒂芬·霍利（Steven Hawley，曾执行、以及任务），任务专家
- 凯瑟琳·科尔曼（Catherine G. Coleman，曾执行以及任务），任务专家
- 米歇尔·托尼尼（Michel Tognini，法国宇航员，曾执行联盟TM-15、联盟TM-14以及任务），任务专家